# Purgaz
Purgaz sau Inäzor Purgaz (cronicile rusești îl numesc Purgas, Пургас) (în erziană: Пургаз sau Инязор Пургаз, în rusă Пургас, Purgas) a fost un conducător erzian din prima jumătate a secolului al XIII-lea. A fost marele duce (inäzor, iniazor) al Principatului Erzian din Purgaz, în limitele viitorului Volost Purgasov (Пургасова волость) al Cnezatului Moscovei. Fiind un aliat al Bulgariei de pe Volga, el a rezistat expansiunii est-slave a forțelor ruse ale Cnezatului Vladimir-Suzdal în regiune. Probabil a murit în luptă cu mongolii la vârsta de 63 de ani. Mai târziu, el a devenit un simbol al independenței Erziei și o figură de legendă.

## Biografie
Purgaz a apărut în cronicile rusești de mai multe ori (uneori ca Purgas). În ianuarie 1229 armata sa a respins un raid al prinților ruși Iaroslav al II-lea Vsevolodovici, Vasili Konstantinovici și Vsevolod Konstantinovici. Apoi Purgaz l-a învins pe prințul mokșan, cneazul Pureș (Каназор Пуреш). În aprilie 1229, Purgaz a încercat să cucerească cetatea Nijni Novgorod din mâinile Rusiei Zalesiene (sau Opolie), unde anterior a existat o așezare a erzilor denumită Obran Oș, cu scopul de a distruge „cetatea puterii rusești din țara mordoviană”. Trupele sale au reușit doar să ardă așezarea, mănăstirea Sfintei Născătoare de Dumnezeu și satele din jur, dar cetatea nu a putut fi cucerită. Câteva luni mai târziu, Purgaz a fost învins de cneazul Pureș.
În timpul domniei lui Purgaz, pe pământurile sale au venit multi țărani slavi ruteni, țăranii ruși care fugeau de opresiunea feudală.
În vara anului 1237, a rezistat cu succes înaintării mongolilor, dar a fost învins între toamna anului 1238 și iarna anului 1239 de trupele lui Batu Han.
Astfel, la mijlocul secolului al XIII-lea, principatul său a căzut sub jugul tătaro-mongol.

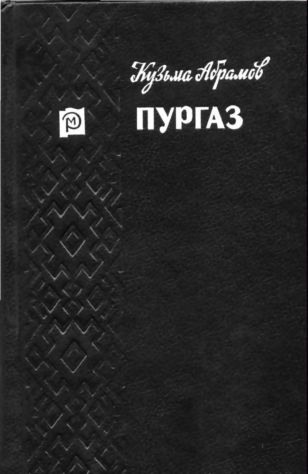
Coperta romanului Purgaz de Kuzʹma Abramov

## Percepție ulterioară
Începând cu secolul al XIII-lea, Purgaz a fost idolatrizat ca un erou mitic; el a început să fie numit în mod greșit Rege al Mordoviei. În secolele următoare, Purgaz a continuat să fie văzut ca un erou Erzän.
Purgasovo (Пургасово) este un sat din așezarea rurală Kadomski din Regiunea Reazan care îi poartă numele, potrivit tradiției.
Scriitorul Kuzma G. Abramov (Кузьми Г. Абрамов) a publicat în 1988 romanul epopeic Purgaz (vezi imaginea alăturată).